# Militärflugplatz Sembawang

i8
i11
i13
Die Sembawang Air Base (chinesisch 三巴旺空軍基地, malaiisch Pangkalan Udara Sembawang, Tamil செம்பவாங் வான்படைத் தளம்) ist ein Militärflugplatz des asiatischen Stadtstaates Singapur. Er dient den Luftstreitkräften des Landes als Haupteinsatzbasis ihrer in Singapur selbst stationierten Hubschrauber. Ein weiterer Hubschrauberstützpunkt ist die Australian-Army-Basis Oakey im australischen Queensland.

## Geschichte

### RAF Sembawang
Die Royal Air Force Station Sembawang wurde im Frühjahr 1940 als dritte Basis der britischen Royal Air Force in Singapur (nach RAF Seletar und RAF Tengah) eröffnet.
Ab August 1940 lagen hier zwei Jagdstaffeln Brewster F2A Buffalo der Royal Australian Air Force, die 21. und 453. Staffel, sowie zwei australische Hudson-Aufklärungsstaffeln, die 1. und 8. Staffel. In den Monaten um den Jahreswechsel 1941/1942 war hier zusätzlich ein Detachement britischer Bristol-Blenheim-Bomber der 62. Squadron stationiert.
Nach der japanischen Besetzung im Rahmen der Japanische Invasion der Malaiischen Halbinsel im Februar 1942 diente die Basis der japanischen Marineluftwaffe als Basis.
Am Ende des Pazifikkriegs im Sommer 1945 übernahm die RAF erneut das Kommando über die Basis; deren Far East Air Force nutzte sie bis 1971 weiter. In den Jahren 1949/50 lagen hier mit der 28. und der 60. Squadron zunächst zwei, ab 1949 eine Supermarine-Spitfire-Staffel. Daneben lag hier von 1949 bis 1962 die 656. Squadron, eine Auster AOP.6-Beobachtungstaffel, die 1957 dem neugegründeten Army Air Corps unterstellt wurde. Die erste hier stationierte Hubschrauberstaffel war ab 1953 die 194. Staffel. Sie war bis 1959 in Sembawang stationiert und flog die Westland Dragonfly und die Bristol Sycamore.
In den Jahren von 1945 bis 1971 wurde RAF Sembawwang parallel von der britischen Royal Navy (RN) als Royal Naval Air Station als Landstützpunkt mitgenutzt. In Sembawang befand sich seinerzeit nördlich an der Straße von Johor die gleichnamige Naval Base. Die RN hatte hier einige Verbindungsflugzeuge stationiert und die Station diente bis Anfang de 1960er Jahre ihren Trägerstaffeln als Landstützpunkt, inklusive zugehöriger Wartungseinrichtungen. In den Jahren von 1962 bis 1971 diente der Stützpunkt den britischen amphibischen Kräften in Fernost, wozu hier mit der 847. Naval Air Sqaudron inklusive einer gut dreijährigen Unterbrechung im Zeitraum 1964/1969 auch eine Hubschrauberstaffel lag. Sie war im ersten Zeitraum mit Westland Whirlwind- und beim zweiten Mal mit Westland-Wessex-Hubschraubern ausgerüstet.

### Sembawang Air Base
Der Flugplatz wurde 1971 im Rahmen der Schließung der meisten britischen Überseemilitärstützpunkte in jener Zeit an das im Vorfeld 1968 aufgestellte Singapore Air Defence Command (SADC) übergeben (seit 1975 Republic of Singapore Air Force (RSAF)) und ihn in Kangaw Camp umbenannte. Da der Aufbau der zukünftigen RSAF 1971 noch nicht abgeschlossen war, lagen hier im Rahmen des Five Power Defence Arrangements (FPDA) bis 1976 weiterhin britische, australische und Neuseeländische Streitkräfte.
Im Jahr 1983 wurde Kangaw Camp in Sembawang Air Base (SBAB) umbenannt und neue Haupteinsatzbasis der Hubschrauberflotte der RSAF. Hier traf mit der zuvor in Changi stationierten 120. Squadron eine erste Hubschrauberstaffel ein. Sie war seinerzeit mit Bell UH-1B ausgerüstet. Die RSAF betrieb die modernere UH-1H bis 2005.
In den 1980er Jahren bestellte die RSAF die ersten Basis-Schulhubschrauber bei der französischen Vorgängerfirma von Airbus Helicopters. Die RSAF blieb dem europäischen Hersteller bei allen weiteren Modernisierungen der Schulhubschrauber, die im Dienst der 124. Staffel stehen bis in die Gegenwart treu. Mitte der 1980er Jahre wurde die 125. Staffel mit Aérospatiale AS 332M des gleichen Herstellers in die Dienst gestellt. Die Super Puma/Cougar-Flotte wurde in den folgenden Jahren erweitert, wozu die 126. Staffel aufgestellt wurde, und in der ersten Hälfte der 2020er Jahre wurde die seinerzeit neueste Version Airbus Helicopters H225M eingeführt. Zuvor, bereits 1998, war im australischen Oakey ein RSAF-Stützpunkt etabliert worden und eine der beiden Staffeln, die 126., wurde 2013 dorthin verlegt.
In the späten 1990er Jahren wurde Sembawang im Hinblick auf das bestellte weitere und größere Fluggerät erweitert. Die sechs 1994 bestellten Boeing-Vertol CH-47D verblieben zu Ausbildungszwecken von 1996 bis 2018 in den USA und in Sembawang wurde die 127. Staffel 1999 offiziell als Chinook-Einheit, ausgerüstet mit zehn CH-47SD, in Dienst gestellt. In der ersten Hälfte der 2020er Jahre wurde parallel zur Modernisierung der Super Puma/Cougar-Flotte auch die Chinook-Flotte mit 16 CH-47F modernisiert und vergrößert. Die Chinook-Staffel unterhält seit 2018 ebenfalls in Oakey ein Detachment.
Das Nachfolgemodell der UH-1 war die Boeing AH-64D, die der RSAF ab 1999 zulief. Die Ausbildung findet ebenfalls in den USA statt und in Sembawang wurde die 120. Staffel 2006 offiziell als Apache-Einheit in Dienst gestellt.
Neben den Flugzeugtypen zur Unterstützung der Landstreitkräfte betreibt die RSAF für die Marine Singapurs seit Mitte der 2000er Jahre die mit Sikorsky S-70B ausgerüstete 123. Squadron.

## Heutige Nutzung
In Sembawang liegen heute fünf der sechs Hubschrauberstaffeln der RSAF, die mit AH-64D (120.), 123. (S-70B), 124. (Airbus Helicopters EC-120B), 125. (H225M) und 127. Staffel (CH-47SD/F) ausgerüstet sind.